# Сергий II (герцог Неаполя)
Се́ргий II Неаполита́нский (итал. Sergio II Napoli) — герцог Неаполя в 870—877 годах.

## Биография

### Правление
Сергий II был сыном герцога Григория III и продолжал политику отца и деда, Сергия I, умело лавируя между Западной и Восточной империями. Одновременно Сергию удавалось поддерживать дружественные отношения с арабами, превратив Неаполь, по выражению хрониста, «во второе Палермо, вторую Африку». За союз с арабами папа римский Иоанн VIII отлучил Сергия от Церкви. Собственный брат Сергия, епископ Неаполя Афанасий, выступил против герцога и был сослан. Но затем роли переменились: Афанасий свергнул и ослепил Сергия и занял его трон. Сергий был выслан в Рим, где и умер. Впоследствии сын Сергия Григорий IV занял трон Неаполя, наследовав дяде-епископу.

### Дети
- Григорий IV — герцог Неаполя в 898 — 915 годах.